# Teiinae
Teiinae zijn een onderfamilie van hagedissen die behoort tot de familie tejuhagedissen (Teiidae). De wetenschappelijke naam van de groep werd voorgesteld door John Edward Gray in 1827. De onderfamilie wordt vertegenwoordigd door 144 soorten in dertien geslachten.

## Verspreidingsgebied
De soorten komen voor in delen van Midden- en Zuid-Amerika.
In het Koninkrijk der Nederlanden komen verschillende vertegenwoordigers voor, zoals de Arubaanse renhagedis (Cnemidophorus arubensis) (Aruba) en Cnemidophorus murinus die te vinden is op Curaçao. Binnen het Nederlands taalgebied komen er daarnaast tien soorten voor in Suriname.

## Lijst van geslachten
| Naam                          | Auteur                                                                     | Verspreidingsgebied |
| ----------------------------- | -------------------------------------------------------------------------- | --- |
| Ameiva's (Ameiva)             | Meyer, 1795                                                                | Argentinië, Bolivia, Brazilië, Colombia, Cuba, Dominicaanse Republiek, Ecuador, Frans-Guyana, Guyana, Haïti, Aruba, Paraguay, Peru, Suriname, Trinidad, Venezuela  |
| Ameivula                      | Harvey, Ugueto & Gutberlet, 2012                                           | Argentinië, Bolivia, Brazilië, Paraguay |
| Aspidoscelis                  | Fitzinger, 1843                                                            | Belize, Costa Rica, El Salvador, Guatemala, Honduras, Mexico, Nicaragua, Verenigde Staten                                                                          |
| Aurivela                      | Harvey, Ugueto & Gutberlet, 2012                                           | Argentinië |
| Renhagedissen (Cnemidophorus) | Wagler, 1830                                                               | Belize, Brazilië, Colombia, Frans-Guyana, Guatemala, Guyana, Aruba, Bonaire, Curaçao, Nicaragua, Panama, Suriname, Trinidad en Tobago, Venezuela, Verenigde Staten |
| Contomastix                   | Harvey, Ugueto & Gutberlet, 2012                                           | Argentinië, Bolivia, Brazilië, Uruguay |
| Woestijnteju's (Dicrodon)     | Duméril & Bibron, 1839                                                     | Ecuador, Peru |
| Glaucomastix                  | Goicoechea, Frost, De la Riva, Pellegrino, Sites, Rodrigues & Padial, 2016 | Brazilië |
| Holcosus                      | Cope, 1862                                                                 | Belize, Colombia, Costa Rica, Ecuador, El Salvador, Guatemala, Honduras, Mexico, Nicaragua, Panama                                                                 |
| Kentropyx                     | Spix, 1825                                                                 | Argentinië, Bolivia, Brazilië, Colombia, Ecuador, Frans-Guyana, Guyana, Peru, Suriname, Trinidad, Venezuela                                                        |
| Medopheos                     | Bocourt, 1874                                                              | Ecuador, Peru |
| Pholidoscelis                 | Fitzinger, 1843                                                            | Antillen |
| Teius                         | Merrem, 1820                                                               | Argentinië, Bolivia, Brazilië, Paraguay, Uruguay |